# Jacqueline Fontyn
Jacqueline Fontyn (* 27. Dezember 1930 in Antwerpen) ist eine zeitgenössische belgische Komponistin, Pianistin und Musikpädagogin.

## Leben
Bereits mit 5 Jahren begann sie ihre Klavierstudien bei Ignace Bolotine. Mit 9 Jahren komponierte sie erste kleine Stücke. Im Alter von 14 Jahren entschloss sie sich, Komponistin zu werden. Sie setzte ihre Klavierstudien bei Marcel Maas fort, studierte in Brüssel Musiktheorie sowie Komposition bei Marcel Quinet und in Paris bei dem Schönberg-Schüler Max Deutsch, der sie mit der Zwölftonmusik vertraut machte. In Paris lernte sie den Theologen und Musikkenner Denijs Dille kennen, einen früheren Freund Béla Bartóks. Über Bartók entdeckte sie Meisterwerke der Musik des zwanzigsten Jahrhunderts. Sie studierte auch in Wien bei Hans Swarowsky Orchesterdirigieren und schloss 1959 an der belgischen Chapelle musicale Reine Élisabeth ihre Studien mit dem Diplom ab. Später begegnete sie Persönlichkeiten wie Goffredo Petrassi, Witold Lutosławski und Henri Dutilleux.
Sie gründete in Antwerpen einen gemischten Chor Le Tympan und dirigierte diesen auch sieben Jahre lang. Zwei Jahre dirigierte sie das Symphonische Orchester der Katholischen Universität von Leuven in Belgien.
Von 1963 bis 1970 lehrte sie am Königlich Flämischen Konservatorium in Antwerpen im Fach Kontrapunkt. Von 1970 bis 1990 war sie Professorin am Konservatorium Brüssel und lehrte dort zunächst Kontrapunkt und später Komposition. Außerdem lehrte sie an der Georgetown University, der American University und der University of Maryland in Washington, D.C. und war als Musikpädagogin in Baltimore, Los Angeles, Kairo, Seoul und Tel Aviv tätig.
Jacqueline Fontyn erhielt zahlreiche Ehrungen und Auszeichnungen. Etwa 15 Kompositionen sind mit nationalen und internationalen Preisen versehen worden, darunter der Prix de Rome, der Prix Óscar Esplá 1962 in Alicante, Spanien, und der Prix Arthur Honegger 1988. Außerdem wurde sie 1993 vom belgischen König in Anerkennung ihrer künstlerischen Verdienste in den Adelsstand erhoben; seit 1996 ist sie Mitglied der Académie royale des Sciences, des Lettres et des Beaux-Arts de Belgique. 2025 wurde sie anlässlich der ISCM World New Music Days in Lissabon und Porto von der ISCM-Generalversammlung zum Ehrenmitglied der Internationalen Gesellschaft für Neue Musik (ISCM) ernannt.
Kompositorisch hat sich der Stil von Jacqueline Fontyn im Laufe der Jahre kontinuierlich weiterentwickelt. Die ihr eigene Ausdrucksweise ist ein Spiel von diversen Klangtimbres und Sonoritäten oder auch von kontrollierter Aleatorik. Die musikalische Sprache ist aber persönlich, zeitgemäß und sehr ausdrucksvoll.

## Werke

### Werke für Orchester
- 1956 Danceries
- 1957 Vent d'Est für Akkordeon und 12 Streicher
- 1957 Mouvements concertants für zwei Klaviere und Streicher
- 1964 Six ébauches
- 1965 Galaxie für Kammerorchester
- 1970 Colloque für Bläser-Quintett und Streicher
- 1971 Per Archi für Streichorchester
- 1972 Evoluon
- 1977 Quatre sites
- 1978 Halo für Harfe und 16 Instrumente oder Kammerorchester
- 1979 Ephémères für Mezzosopran und Orchester
- 1982 Créneaux
- 1983 Arachné
- 1988 In the green shade
- 1991 Colinda für Violoncello und Orchester
- 1992 On a landscape by Turner
- 1996 L'anneau de jade
- 1998 Goeie Hoop
- 2000 ...es ist ein Ozean... für Flöte, Cembalo und Streicher
- 2001 Au fil des siècles
- 2002 Ein (kleiner) Winternachtstraum

### Werke für Kammermusik
- 1981 Mime 7 für Flöte oder Klarinette oder Saxophon und Klavier
- 1983 Controverse für Klarinette oder Bassklarinette oder Tenor-Saxophon und Schlagzeug
- 1983 Pro & Antiverb(e)s für Sopran und Violoncello
- 1997 Battement d'ailes für Saxophon-Quartett
- 2005 Eolus für Pikkolo, drei Flöten, Altflöte und Bassflöte

### Werke für Klavier
- 1954 Capriccio
- 1963 Ballade
- 1964 Mosaici
- 1980 Le Gong
- 1980 Bulles
- 1982 Aura, Hommage à Brahms
- 2003 Diurnes
- 1971 Spirales für 2 Klaviere
- 2004 Hamadryades Klavier vierhändig
- 2005 Kobold Pianola/Phonola

### Werke für Blasorchester
- 1975 Frises für Symphonisches Blasorchester
  1. Mobile e sfumato
  2. Espressivo
  3. Vivace
- 1982 Créneaux für Symphonisches Blasorchester
  1. Assemblée (Zusammenkunft)
  2. Contemplation (Meditation)
  3. Faisceaux (Lichtbündel)
  4. Météores
  5. Brouillard (Nebel)
  6. Choral varié
- 1992 Aratoro (entlehnt aus der Sprache der Māori und steht für "Pfad, den es zu entdecken gilt") für Symphonisches Blasorchester mit 2 großen Perkussions-gruppen und Piano
- 1993 Blake's mirror für Mezzosopran und Symphonisches Blasorchester
  1. The Angel
  2. The Fly
  3. The Tiger
  4. Song

### Andere Werke
- 1986 Cheminement für Sopran und 8 Ausführende